# Макруроновые
Макруроновые (лат. Macruronidae) — семейство лучепёрых рыб из отряда трескообразных (Gadiformes). Относится к группе семейств incertae sedis в подотряде Gadoidei. Ранее рассматривалось в ранге подсемейства Macruroninae в семействе мерлузовых (Merlucciidae). Распространены в Атлантическом океане и морях Южного полушария вокруг Южной Африки, Южной Америки, южного побережья Австралии и Южного острова Новой Зеландии. Максимальная длина тела представителей разных видов варьирует от 35 до 130 см. Lyconodes argenteus известен только по одному экземпляру длиной 4,5 см, отловленному в Атлантическом океане у мыса Доброй Надежды (ЮАР) в 1922 году. Некоторые представители семейства имеют важное промысловое значение.

## Описание
Тело вытянутое, сжато с боков, постепенно сужается от затылка к хвостовой части, которая может быть нитевидной. Нет хвостового стебля; хвостовой плавник соединяется с анальным и вторым спинным (когда есть два спинных плавника) или с одним спинным. Голова сжата, рот конечный, косой, нижняя челюсть слегка выдаётся или не выдаётся вперёд. Носовая мембрана полностью покрыта чешуей. Один или 2 ряда зубов на предчелюстной кости и один ряд на нижней челюсти; зубы на сошнике расположены в 1 или 2 ряда; нет зубов на нёбной кости. Один или два спинных плавника. Когда их два, первый имеет короткое основание, а второй — очень длинное. Анальный плавник один, длинный, но несколько короче второго спинного или одиночного спинного плавника. Грудные плавники посажены высоко на теле. Брюшные плавники с 8—10 лучами, расположены на одной вертикали с грудными плавниками или позади них, но они меньше. Пилорические придатки длинные и тонкие. Ложножабры есть или отсутствуют.

## Классификация
В состав семейства включают три рода с 7 видами:
- Lyconodes Gilchrist, 1922 — Ликонодесы
- Lyconus Günther, 1887 — Ликонусы
- Macruronus Günther, 1873 — Макруронусы